# Ризе
Ризе (на турски: Rize) е град и административен център на вилает Ризе в Североизточна Турция на Черно море. Населението му е 147 996 души (2023). Разположен е на 6 метра н.в. Пощенският му код е 53, а телефонният (0090)+ 464.